# Bailleau-le-Pin
Bailleau-le-Pin ist eine französische Gemeinde mit 1.645 Einwohnern (Stand: 1. Januar 2022) im Département Eure-et-Loir in der Region Centre-Val de Loire. Die Gemeinde gehört zum Arrondissement Chartres und zum Kanton Illiers-Combray. Die Einwohner werden Bailleaulais genannt.

## Geographie
Bailleau-le-Pin liegt etwa 13 Kilometer südwestlich von Chartres. Umgeben wird Bailleau-le-Pin von den Nachbargemeinden Ollé im Norden und Nordwesten, Chauffours im Norden, Nogent-sur-Eure im Nordosten, Meslay-le-Grenet im Osten und Nordosten, Sandarville im Osten und Südosten, Épeautrolles im Süden, Blandainville im Südwesten sowie Magny im Westen und Südwesten.

## Bevölkerung

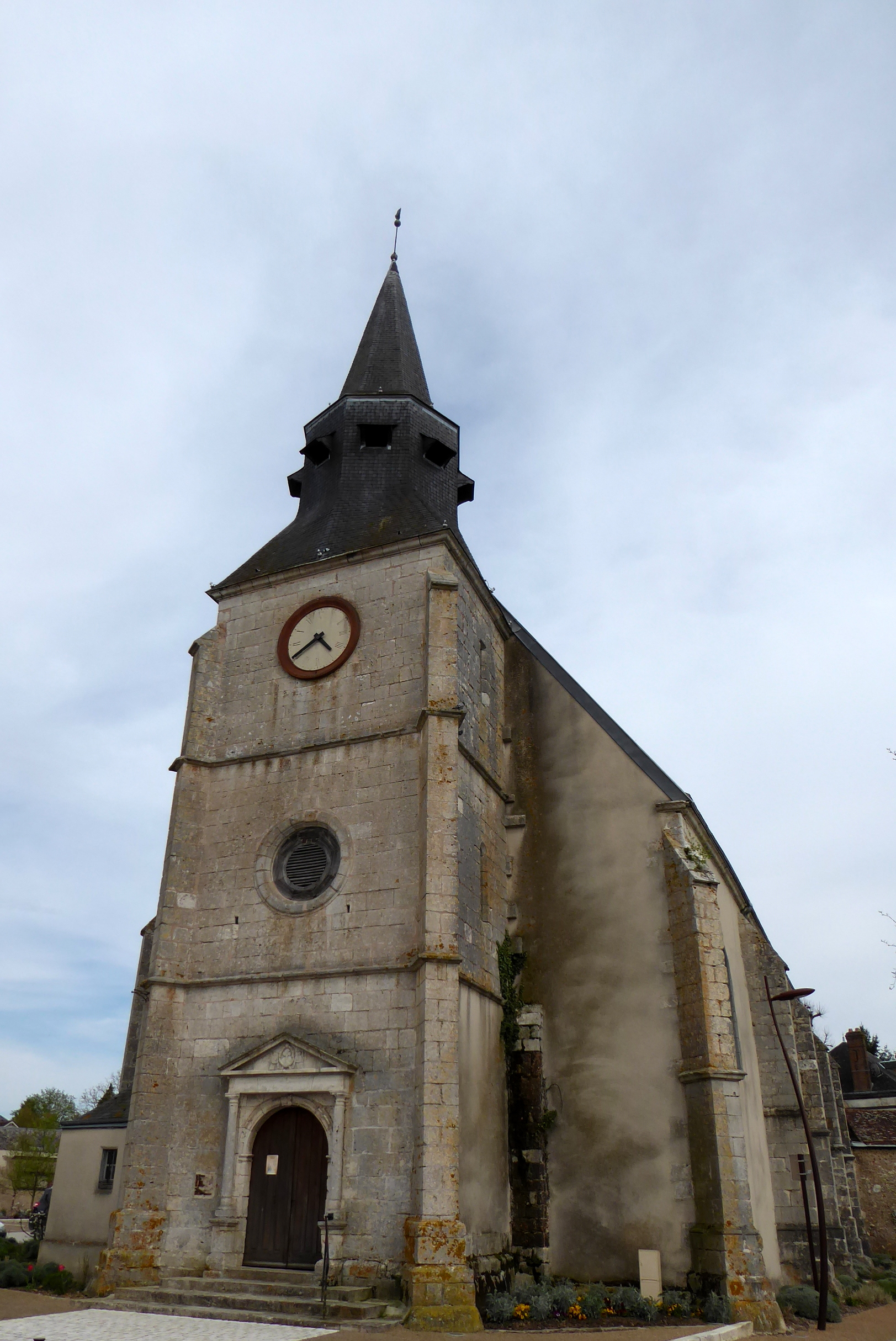
Kirche Saint-Cheron

| Bevölkerungsentwicklung    | Bevölkerungsentwicklung | Bevölkerungsentwicklung | Bevölkerungsentwicklung | Bevölkerungsentwicklung | Bevölkerungsentwicklung | Bevölkerungsentwicklung | Bevölkerungsentwicklung | Bevölkerungsentwicklung | Bevölkerungsentwicklung | Bevölkerungsentwicklung | Bevölkerungsentwicklung | Bevölkerungsentwicklung |
| -------------------------- | ----------------------- | ----------------------- | ----------------------- | ----------------------- | ----------------------- | ----------------------- | ----------------------- | ----------------------- | ----------------------- | ----------------------- | ----------------------- | ----------------------- |
| Jahr                       | 1962                    | 1968                    | 1975                    | 1982                    | 1990                    | 1999                    | 2006                    | 2017                    |                         |                         |                         |                         |
| Einwohner                  | 789                     | 918                     | 1141                    | 1185                    | 1495                    | 1456                    | 1494                    | 1563                    |                         |                         |                         |                         |
| Quellen: Cassini und INSEE |                         |                         |                         |                         |                         |                         |                         |                         |                         |                         |                         |                         |

## Verkehr
Bailleau-le-Pin liegt an der Bahnstrecke Chartres–Bordeaux und wird im Regionalverkehr durch TER-Züge bedient.